# 논형
《논형(論衡)》은 중국 후한(後漢)의 왕충(王充)이 지은 책으로, 85편으로 구성되어 있다.
형(衡)이라 함은 저울에 달아서 공평하게 중량을 재는 것이다. 《논형(論衡)》의 주지는 허위 지식 일체를 검토하고 비판하여 공정한 진리를 끌어내는 데에 있었다. 실제로 이 책에는 당시의 주요한 철학 문제(자연관·지식론·인성론·운명론·정치사상)가 전부 포함되는데, 독창성이 풍부한 이론이 전개되었다.
자연관(自然觀)에서는 대상이나 현상의 모든 범위에서 일어나는 사건 일체를 목적과 관련지어 설명하는 방식인 하늘의 의지를 부정하여 천인감응의 신권설을 타격하는 일변, 오행재이사상(五行災異思想)을 의심하였다. 그리하여 물질과 관련된 자연의 고유한 운동을 승인하였고 나아가 사회현상을 놓고도 정치와 관련된 과도한 간섭을 배격한 도가의 무위자연(無爲自然) 상태를 존중하였다. 또 사후의 영혼의 존재를 부정하여, 사람의 정신 활동도 육체의 생명과 함께 물질상 생멸한다는 이론을 설명하여 환담(桓譚) 이래 무신론을 철저히 하였다.
지식론(智識論)에서는 모든 경험에 앞선 인식이 태어날 때부터 존재한다고 간주하는 관점을 부정하고 태어난 후에 얻어진 학습 경험에 토대한 지식의 집적(集積)에 기초하여 그것에 기본하는 이성에 근거한 판단을 존중하여 당시 유행한, 이치에 맞지 않는 여러 가지 설화나 전문(傳聞)의 허망성(虛妄性)을 폭로했다. 이것들은 당시, 사람의 지혜나 힘이 미치지 못할 정도로 신기하고 묘한 해석학(解釋學)으로 변한 어용유학(御用儒學)과 정면으로 대립하였는데 공자나 맹자의 언행도 비판하였으므로 송 대[宋 代] 이후 체제교학(體制敎學)에 격렬히 비난받았다.
왕충의 풍부하고 왕성하게 비판하는 밤침은 후한(後漢) 말 채옹(蔡邕)이 이야깃거리[담조(談助)]로서 다루었듯이 불충분하고 시대상 제한은 있으나 역대 지식계급에게 지지받아 왔고 유교 교학체제(儒敎敎學體制)가 붕괴한 근대 이후가 되고서야 역사에 관하여 정당히 평가받는다.
논형의 권2 〈길험편(吉驗篇)〉에 부여의 건국 신화가 소개되어 있다. 논형에 따르면, 동명왕은 탁리국(=고리국) 왕의 시비의 몸에서 태어나 남쪽으로 도망하여 부여에 도읍을 정하고 왕이 되었다고 기록되어 있다.

## 국역본
- 이주행 역, 論衡, 소나무, 1996년 1월 1일, ISBN 2003725000124 {{isbn}}의 변수 오류: 유효하지 않은 ISBN.(3725000123)
- 성기옥 역, 논형 – 구허ㆍ삼증 편, 행길, 2011년 6월 20일, ISBN 9788996668107
- 성기옥 역, 논형: 있는 그대로를 논한다, 동아일보사, 2016년 2월 22일, ISBN 9791187194019

## 참고 문헌
- 이 문서에는 다음커뮤니케이션(현 카카오)에서 GFDL 또는 CC-SA 라이선스로 배포한 글로벌 세계대백과사전의 내용을 기초로 작성된 글이 포함되어 있습니다.

## 같이 보기
- 부여의 건국 신화